# لوبیا کباب
لوبیا کباب یکی از غذاهای محلی گیلان برای صبحانه است.

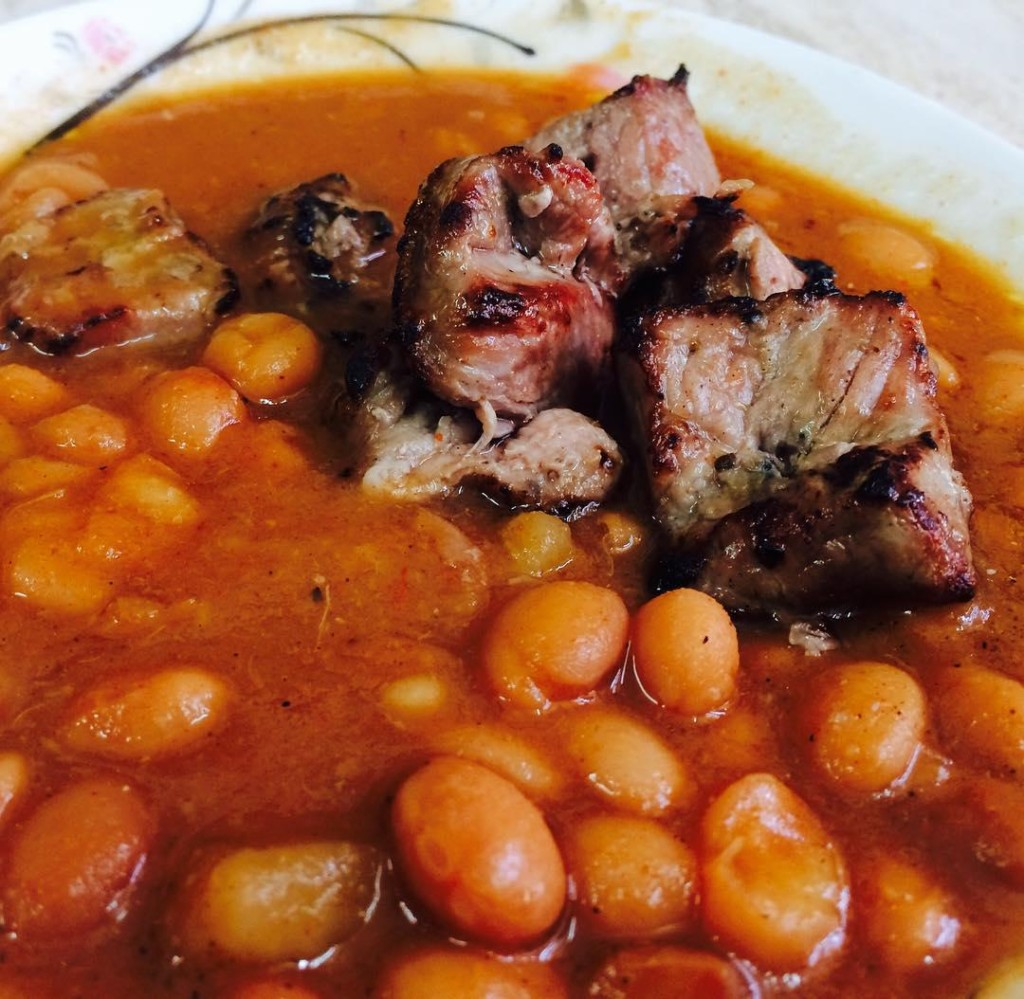
تصویری از لوبیا کباب

لوبیا کباب از ترکیب لوبیاچیتی پخته شده به همراه کباب چنجه به وجود می‌آید.
این غذا اغلب به عنوان وعده صبحانه و در برخی موارد نهار یا شام سرو می‌شود. این غذا معمولا در منوی رستوران ها نیست و در قهوه خانه های سنتی یا کبابی های گیلان سرو می شود.
در کتاب سرزمین و مردم فومنات در خصوص این غذا آمده است که لوبیا کباب در قدیم بدلیل ارزانی لوبیا و تیکه های چرب باقی‌مانده از گوشت، جزو صبحانه های ارزان در قهوه‌خونه روستاهای گیلان بحساب می‌آمد

## طرز تهیه
لوبیا را به روش سنتی به همراه رب و مقداری اب و کمی ادویه دلخواه طبخ نموده و کباب چنجه را نیز جداگانه آماده کرده و در هنگام میل کردن تیکه های گوشت را به خوراک لوبیا اضافه نمایید.
سعی کنید برای کباب از تیکه های چرب گوشت استفاده کنید.
از چاشنی‌های مورد استفاده به همراه این غذا می‌توان به آب نارنج یا روغن زیتون و همچنین پیاز اشاره نمود.

## منبع
1. ↑  «لوبیا کباب رشتی، غذای لذیذ گیلانی ها». خبرگزاری ایلنا. دریافت‌شده در ۲۰۲۳-۰۵-۱۱.
2. ↑  سرزمین و مردم فومنات . سال چاپ:1387 . شابک: 9789642877706.
3. ↑  «طرز تهیه لوبیا کباب رشتی». گیلان فود. ۲۰۱۹-۰۷-۰۴. بایگانی‌شده از اصلی در ۱۶ ژانویه ۲۰۲۱. دریافت‌شده در ۲۰۱۹-۰۷-۰۵.